# Мшанка (Малопольське воєводство)
Мшанка (пол. Mszanka) — село в Польщі, у гміні Лужна Горлицького повіту Малопольського воєводства.
Населення — 888 осіб (2011).
У 1975-1998 роках село належало до Новосондецького воєводства.

## Демографія
Демографічна структура станом на 31 березня 2011 року:
|          | Загалом | Допрацездатний вік | Працездатний вік | Постпрацездатний вік |
| -------- | ------- | ------------------ | ---------------- | -------------------- |
| Чоловіки | 448     | 75                 | 320              | 53                   |
| Жінки    | 440     | 89                 | 240              | 111                  |
| Разом    | 888     | 164                | 560              | 164                  |